# 富拉尔基区
富拉尔基区（达斡尔语：《达汉对照词典》记音符号）是黑龙江省齐齐哈尔市的一个市辖区，位于齐齐哈尔中心城区西南37公里的嫩江西岸。东与昂昂溪区毗邻，西与龙江县接壤，南临泰来县，北连梅里斯达斡尔族区。主城区东西长4.5公里，南北长12.7公里。区域总面积375平方公里，其中城区面积38.5平方公里，可耕地面积235422亩，草地面积108,488亩，林地用地面积1597.4公顷，流域面积嫩江88平方公里，长34.5公里；库勒河33平方公里，长38.75公里；二沟河9平方公里，长15公里。“富拉尔基”是达斡尔语“呼兰额日格”的转音，意为“红色的江岸”。因此其有“红岸”的别称。

## 行政区划
富拉尔基区下辖8个街道办事处、1个乡、1个民族乡：
红岸街道、沿江街道、电力街道、幸福街道、红宝石街道、北兴街道、铁北街道、和平街道、长青乡和杜尔门沁达斡尔族乡。

## 历史沿革
- 清初形成聚落，隶属齐齐哈尔副都统管辖。
- 清末，中东铁路通车设富拉尔基站，逐步发展成为小城镇。
- 1923年设富拉尔基乡市政公所，属东省特别区昂昂溪市政分局。
- 1926年城镇人口达到1800人。隶属龙江县管辖。
- 满洲国时期，始设富拉尔基保，后改设富拉尔基村。
- 抗日战争胜利后，1946年6月，龙江县民主政府移驻富拉尔基，设富拉尔基区，后改为第一区，成为龙江县城。
- 1954年10月，划归齐齐哈尔市管辖，设置市辖富拉尔基区。
- 1955年9月，龙江县政府移往朱家坎镇（后改为龙江镇）。
- 1958年12月22日，撤销富拉尔基区，分设齐齐哈尔市红岸人民公社、红宝石人民公社，施行政企合一管理体制。
- 1961年8月15日，红岸人民公社、红宝石人民公社合并为富拉尔基人民公社。
- 1967年3月改富拉尔基人民公社为富拉尔基区，隶属齐齐哈尔市至今。

## 地理
富拉尔基位于东经123°45′，北纬47°15′，地处嫩江平原，平均海拔146米，属中温带大陆性季风气候。年平均气温3.37℃，一月平均气温-16.8℃，七月平均气温24.1℃，平均年降水量415.5毫米，无霜期136天左右。嫩江流经城区东部进入龙江、泰来县，库勒河流经城区西部注入嫩江。区域远古时期气候湿润，野生动物众多，曾于嫩江富拉尔基城区段西岸发掘出披毛犀完整骨架化石一副（现存于黑龙江省博物馆）。

## 人口
富拉尔基人口全盛时期有29.6万人，其中非农业人口23.5万人。有汉、达斡尔族、回、满、朝鲜等16个民族。随着人口老龄化加剧，年轻人外出打工，2019年年初估计富拉尔基常住人口约为7万人。
根據第七次人口普查數據，截至2020年11月1日零時，富拉爾基區常住人口為197424人。

## 自然资源
土壤为黑钙土。林木以青杨、春榆、垂柳等树种居多。药用植物有防风、柴胡、知母、龙胆草、玉竹等20多种。草原上生长着纤维植物、蜜源植物、饲用植物、纺织植物和食用植物约80多种。野生动物有獐、狍、野兔、野鸭、鹌鹑、百灵等20多种。天然水域盛产江虾、鲇鱼、狗鱼、草根、鲤鱼、鲫鱼、白鱼等10多种。矿产有江砂、河流石、石油等。

## 工业

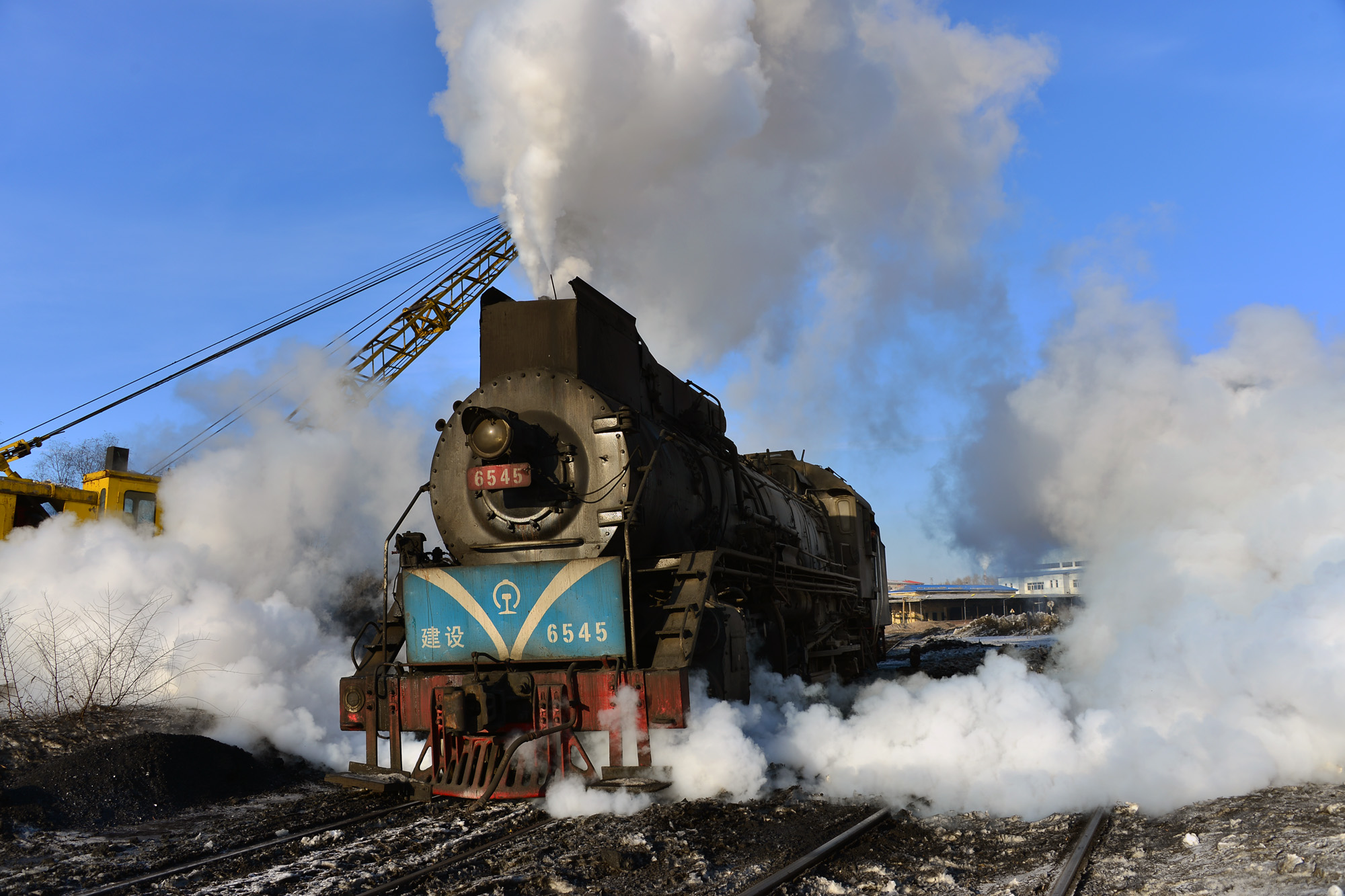
富拉尔基第二发电厂内的建设型蒸汽机车

富拉尔基区是“一五”期间发展起来的，大中企业多。
新中国成立后，东北成为发展重工业的重点，“一五”时期，前苏联援建的156个重点项目，有3个落户富拉尔基。分别为被周总理誉为“国宝”的富拉尔基重型机械厂（中国第一重型机器厂，现中国第一重型机械集团公司）、被周总理誉为“掌上明珠”的齐齐哈尔钢厂（北满特殊钢股份有限公司，现东北特钢集团北满基地）、富拉尔基热电厂（现亚电鑫宝热电有限公司）。富拉尔基成为新中国的第一代工业开发区。其后，黑龙江省化学肥料厂（黑龙江化工总厂，现中国化工集团黑龙江化工集团公司）、黑龙江玻璃厂（现北疆集团黑龙江北方玻璃有限责任公司）、富拉尔基发电二厂（现中国华电集团富拉尔基发电总厂）、富拉尔基纺织厂（现黑龙江中天纺织有限责任公司）先后于富拉尔基开工建设。经过60年的建设积累，富拉尔基形成了以机械、冶金、化工、建材等行业为主的特色鲜明的工业体系。
黑龙江省农业研究所、黑龙江省畜牧研究所、黑龙江省畜牧机械化研究所、黑龙江省防护林研究所4个省级科学研究所坐落于富拉尔基。中国第一重型机械股份公司、东北特钢集团北满基地、黑龙江化工集团公司及中国华电富拉尔基发电总厂均有自己的研发机构。其中中国一重集团拥有中国一重技术中心、重型技术装备国家工程研究中心。

## 教育与医疗
1958年哈尔滨工业大学重型机械学院在富拉尔基成立。1960年10月哈尔滨工业大学重型机械学院更名为东北重型机械学院，直属一机部领导。1985年东北重机学院于河北省秦皇岛市建立东重秦皇岛分校，并逐年重点建设秦皇岛校区。至1997年夏，东北重型机械学院校本部整体迁往秦皇岛，并更名为燕山大学。
1961年9月，齐齐哈尔医士学校（现齐齐哈尔医学院）由齐齐哈尔光复街迁至富拉尔基。1978年12月，更名为齐齐哈尔医学专科学校。1986年3月，改建为齐齐哈尔医学院。1996年8月，学院搬迁至原东北重型机械学院校址。2008年4月，学院整体从富拉尔基区迁出。
截至2007年，全区有区属各级各类学校29所，其中普通高中3所，初中13所，小学9所，九年一贯制学校9所，特殊教育学校1所，民办学校1所，教师进修学校1所，职业教育学校1所。全区教职工2167人，普通中小学在校生19885人，职教学校在校生2244人。学校图书总量近11万册，教学仪器设备总价值1400万元。小学初中入学率100%，小学毕业率100%，初中巩固率99.02%，高中阶段毛入学率89.40%，高等教育入学率（本科以上）78%。另有幼儿园33所，其中公办18所，民办15所，在园生3200人，教师179人。校舍总建筑面积81789平方米。学前三年入学率90%以上，学前一年入园率95%以上，和平幼儿园、红岸幼儿园、德铭幼儿园为市一类幼儿园，其他为市二类幼儿园。
截至2007年，全区拥有卫生机构104个，医院床位1599张，专业卫生技术人员1465人。人口自然增长率控制在3.53‰以内。

## 交通通讯
滨洲铁路横贯东西。富拉尔基站建于1902年，为一等站。区内有七条县级以上公路。富拉尔基港距区中心8公里，船舶可开往嫩江县、哈尔滨市。距齐齐哈尔三家子机场23公里。有中国网通、中国电信、中国铁通、中国移动、中国联通等电信运营商。

## 特产
- 富拉尔基温水大米：中国地理标志产品。